# Spielvereinigung Greuther Fürth 2012-2013
Questa voce raccoglie le informazioni riguardanti il Spielvereinigung Greuther Fürth nelle competizioni ufficiali della stagione 2012-2013.

## Stagione
Nella stagione 2012-2013 il Greuther Fürth, allenato da Frank Kramer, concluse il campionato di Bundesliga al 18º posto e retrocesse in 2. Bundesliga. In coppa di Germania il Greuther Fürth fu eliminato al primo turno dal Kickers Offenbach.

## Rosa
| N. |                          | Ruolo | Calciatore        |
| -- | ------------------------ | ----- | ----------------- |
| 26 | Germania (bandiera)      | P     | Max Grün          |
| 1  | Germania (bandiera)      | P     | Wolfgang Hesl     |
| 39 | Germania (bandiera)      | P     | Tom Mickel        |
| 29 | Senegal (bandiera)       | P     | Issa Ndoye        |
| 18 | Ghana (bandiera)         | D     | Abdul Rahman Baba |
| 15 | Germania (bandiera)      | D     | Michael Hefele    |
| 19 | Germania (bandiera)      | D     | Thomas Kleine     |
| 5  | Albania (bandiera)       | D     | Mërgim Mavraj     |
| 6  | Kazakistan (bandiera)    | D     | Genrïx Şmïdtgal'  |
| 2  | Germania (bandiera)      | D     | Lasse Sobiech     |
| 8  | Germania (bandiera)      | C     | Stephan Fürstner  |
| 30 | Germania (bandiera)      | C     | Johannes Geis     |
| 36 | Germania (bandiera)      | C     | Felix Klaus       |
| 7  | Germania (bandiera)      | C     | Bernd Nehrig      |
| 32 | Corea del Sud (bandiera) | C     | Park Jung-bin     |
| 13 | Montenegro (bandiera)    | C     | Milorad Peković   |
| 22 | Grecia (bandiera)        | C     | Athanasios Petsos |

| N. |                     | Ruolo | Calciatore          |
| -- | ------------------- | ----- | ------------------- |
| 17 | Germania (bandiera) | C     | Thomas Pledl        |
| 14 | Germania (bandiera) | C     | Edgar Prib          |
| 23 | Turchia (bandiera)  | C     | Sercan Sararer      |
| 16 | Ungheria (bandiera) | C     | Zoltán Stieber      |
| 27 | Germania (bandiera) | C     | Florian Trinks      |
| 10 | Polonia (bandiera)  | C     | Sebastian Tyrała    |
| 34 | Ungheria (bandiera) | C     | József Varga        |
| 21 | Germania (bandiera) | C     | Robert Zillner      |
| 38 | Germania (bandiera) | C     | Matthias Zimmermann |
| 11 | Germania (bandiera) | A     | Gerald Asamoah      |
| 33 | Kosovo (bandiera)   | A     | Ilir Azemi          |
| 40 | Serbia (bandiera)   | A     | Nikola Đurđić       |
| 24 | Senegal (bandiera)  | A     | Baye Djiby Fall     |
| 25 | Germania (bandiera) | A     | Stefan Lex          |
| 9  | Germania (bandiera) | A     | Christopher Nöthe   |
| 35 | Camerun (bandiera)  | A     | Franck Ohandza      |
| 20 | Nigeria (bandiera)  | A     | Kingsley Onuegbu    |

## Organigramma societario
Area tecnica
- Allenatore: Frank Kramer
- Allenatore in seconda: Ludwig Preis
- Preparatore dei portieri: Günther Reichold
- Preparatori atletici:

## Risultati

### Bundesliga

#### Girone di andata
| Arbitro: | Gagelmann |

|  |           |                                            |
|  | Marcatori | 43’ Müller 59’ Mandžukić 79’ (aut.) Kleine |

| Arbitro: | Stieler |

|  |           |           |
|  | Marcatori | 67’ Klaus |

| Arbitro: | Meyer |

|  |           |                        |
|  | Marcatori | 48’ Draxler 88’ Holtby |

| Arbitro: | Schmidt |

|          |           |                     |
| Olić 42’ | Marcatori | 27’ (aut.) Pogatetz |

| Arbitro: | Welz |

|  |           |                   |
|  | Marcatori | 26’ Fink 34’ Ilsø |

| Arbitro: | Winkmann |

|              |           |  |
| Sam 50’, 62’ | Marcatori |  |

| Arbitro: | Kinhöfer |

|  |           |         |
|  | Marcatori | 17’ Son |

| Arbitro: | Siebert |

|                            |           |                                  |
| Firmino 8’ Joselu 67’, 89’ | Marcatori | 39’ Stieber 84’ Prib 90’ Sobiech |

| Arbitro: | Stieler |

|        |           |              |
| Edu 8’ | Marcatori | 44’ Petersen |

| Arbitro: | Schmidt |

|          |           |             |
| Meier 1’ | Marcatori | 53’ Stieber |

| Arbitro: | Gagelmann |

|                            |           |                                                    |
| Nehrig 10’ (rig.) Prib 43’ | Marcatori | 22’ Wendt 51’ Stranzl 57’ Herrmann 90’ (rig.) Marx |

| Arbitro: | Drees |

|                                      |           |            |
| Lewandowski 3’, 15’ (rig.) Götze 42’ | Marcatori | 5’ Stieber |

| Fürth 24 novembre 2012, ore 15:30 CET 13ª giornata | Greuther Fürth | 0 – 0 referto | Norimberga | Trolli Arena (18 000 spett.)\| Arbitro: \| Brych \| |
| Arbitro:                                           | Brych          |               |            |                                                     |

| Arbitro: | Fritz |

|                       |           |  |
| Diouf 4’ Eggimann 69’ | Marcatori |  |

| Arbitro: | Kinhöfer |

|  |           |             |
|  | Marcatori | 45’ Okazaki |

| Arbitro: | Kircher |

|               |           |  |
| Caligiuri 15’ | Marcatori |  |

| Arbitro: | Zwayer |

|             |           |            |
| Sobiech 69’ | Marcatori | 9’ Mölders |

#### Girone di ritorno
| Arbitro: | Schmidt |

|                    |           |  |
| Mandžukić 26’, 61’ | Marcatori |  |

| Arbitro: | Fritz |

|  |           |                           |
|  | Marcatori | 53’, 84’ Szalai 65’ Malli |

| Arbitro: | Dankert |

|            |           |                      |
| Bastos 46’ | Marcatori | 52’ Klaus 90’ Đurđić |

| Arbitro: | Winkmann |

|  |           |          |
|  | Marcatori | 23’ Dost |

| Arbitro: | Welz |

|                   |           |  |
| Bellinghausen 18’ | Marcatori |  |

| Fürth 24 febbraio 2013, ore 17:30 CET 23ª giornata | Greuther Fürth | 0 – 0 referto | Bayer Leverkusen | Trolli Arena (14 635 spett.)\| Arbitro: \| Drees \| |
| Arbitro:                                           | Drees          |               |                  |                                                     |

| Arbitro: | Siebert |

|             |           |            |
| Beister 21’ | Marcatori | 14’ Đurđić |

| Arbitro: | Kircher |

|  |           |                                 |
|  | Marcatori | 10’ Firmino 16’ Joselu 50’ Weis |

| Arbitro: | Schmidt |

|                             |           |                         |
| Hunt 47’ (rig.), 70’ (rig.) | Marcatori | 55’ Fürstner 62’ Petsos |

| Arbitro: | Drees |

|                       |           |                               |
| Đurđić 2’ Sararer 72’ | Marcatori | 13’ Inui 58’ Aigner 68’ Meier |

| Arbitro: | Dankert |

|             |           |  |
| de Jong 74’ | Marcatori |  |

| Arbitro: | Fritz |

|          |           |                                                                     |
| Prib 71’ | Marcatori | 12’, 45’ Götze 15’, 33’ Gündoğan 28’ Błaszczykowski 80’ Lewandowski |

| Arbitro: | Gräfe |

|  |           |          |
|  | Marcatori | 27’ Geis |

| Arbitro: | Kinhöfer |

|                 |           |                                       |
| Đurđić 41’, 83’ | Marcatori | 36’ Abdellaoue 71’ Hoffmann 87’ Pinto |

| Arbitro: | Winkmann |

|  |           |                            |
|  | Marcatori | 51’ (aut.) Sakai 89’ Azemi |

| Arbitro: | Siebert |

|               |           |                      |
| Zimmermann 3’ | Marcatori | 69’ Schmid 78’ Kruse |

| Arbitro: | Welz |

|                                       |           |            |
| Werner 30’ Callsen-Bracker 55’ Ji 74’ | Marcatori | 62’ Trinks |

### Coppa di Germania
| Arbitro: | Dingert |

|                                 |           |  |
| Rathgeber 28’ (rig.) Bender 90’ | Marcatori |  |

## Statistiche

### Statistiche di squadra
| Competizione      | Punti | In casa | In casa | In casa | In casa | In casa | In casa | In trasferta | In trasferta | In trasferta | In trasferta | In trasferta | In trasferta | Totale | Totale | Totale | Totale | Totale | Totale | DR  |
| Competizione      | Punti | G       | V       | N       | P       | Gf      | Gs      | G            | V            | N            | P            | Gf           | Gs           | G      | V      | N      | P      | Gf     | Gs     | DR  |
| ----------------- | ----- | ------- | ------- | ------- | ------- | ------- | ------- | ------------ | ------------ | ------------ | ------------ | ------------ | ------------ | ------ | ------ | ------ | ------ | ------ | ------ | --- |
| Bundesliga        | 21    | 17      | 0       | 4       | 13      | 10      | 36      | 17           | 4            | 5            | 8            | 16           | 24           | 34     | 4      | 9      | 21     | 26     | 60     | -34 |
| Coppa di Germania | -     | 0       | 0       | 0       | 0       | 0       | 0       | 1            | 0            | 0            | 1            | 0            | 2            | 1      | 0      | 0      | 1      | 0      | 2      | -2  |
| Totale            | -     | 17      | 0       | 4       | 13      | 10      | 36      | 18           | 4            | 5            | 9            | 16           | 26           | 35     | 4      | 9      | 22     | 26     | 62     | -36 |

### Andamento in campionato
| Giornata  | 1  | 2  | 3  | 4  | 5  | 6  | 7  | 8  | 9  | 10 | 11 | 12 | 13 | 14 | 15 | 16 | 17 | 18 | 19 | 20 | 21 | 22 | 23 | 24 | 25 | 26 | 27 | 28 | 29 | 30 | 31 | 32 | 33 | 34 |
| --------- | -- | -- | -- | -- | -- | -- | -- | -- | -- | -- | -- | -- | -- | -- | -- | -- | -- | -- | -- | -- | -- | -- | -- | -- | -- | -- | -- | -- | -- | -- | -- | -- | -- | -- |
| Luogo     | C  | T  | C  | T  | C  | T  | C  | T  | C  | T  | C  | T  | C  | T  | C  | T  | C  | T  | C  | T  | C  | T  | C  | T  | C  | T  | C  | T  | C  | T  | C  | T  | C  | T  |
| Risultato | P  | V  | P  | N  | P  | P  | P  | N  | N  | N  | P  | P  | N  | P  | P  | P  | N  | P  | P  | V  | P  | P  | N  | N  | P  | N  | P  | P  | P  | V  | P  | V  | P  | P  |
| Posizione | 18 | 11 | 13 | 14 | 16 | 17 | 18 | 17 | 18 | 17 | 17 | 17 | 17 | 17 | 18 | 18 | 18 | 18 | 18 | 18 | 18 | 18 | 18 | 18 | 18 | 18 | 18 | 18 | 18 | 18 | 18 | 18 | 18 | 18 |

Legenda:

Luogo: C = Casa; T = Trasferta. Risultato: V = Vittoria; N = Pareggio; P = Sconfitta.

### Statistiche dei giocatori
| Giocatore     | Bundesliga | Bundesliga | Bundesliga  | Bundesliga | Coppa di Germania | Coppa di Germania | Coppa di Germania | Coppa di Germania | Totale   | Totale | Totale      | Totale     |
| Giocatore     | Presenze   | Reti       | Ammonizioni | Espulsioni | Presenze          | Reti              | Ammonizioni       | Espulsioni        | Presenze | Reti   | Ammonizioni | Espulsioni |
| ------------- | ---------- | ---------- | ----------- | ---------- | ----------------- | ----------------- | ----------------- | ----------------- | -------- | ------ | ----------- | ---------- |
| M. Grün       | 17         | 0          | 0           | 0          | 1                 | 0                 | 0                 | 0                 | 18       | 0      | 0           | 0          |
| W. Hesl       | 17         | 0          | 0           | 0          | -                 | -                 | -                 | -                 | 17       | 0      | 0           | 0          |
| T. Mickel     | -          | -          | -           | -          | -                 | -                 | -                 | -                 | -        | -      | -           | -          |
| I. Ndoye      | -          | -          | -           | -          | -                 | -                 | -                 | -                 | -        | -      | -           | -          |
| A. Baba       | 20         | 0          | 2           | 0          | 1                 | 0                 | 0                 | 1                 | 21       | 0      | 2           | 1          |
| M. Hefele     | 1          | 0          | 0           | 0          | -                 | -                 | -                 | -                 | 1        | 0      | 0           | 0          |
| T. Kleine     | 22         | 0          | 6           | 1          | 1                 | 0                 | 0                 | 0                 | 23       | 0      | 6           | 1          |
| M. Mavraj     | 32         | 0          | 5           | 1          | 1                 | 0                 | 0                 | 0                 | 33       | 0      | 5           | 1          |
| G. Şmïdtgal'  | 18         | 0          | 5           | 0          | -                 | -                 | -                 | -                 | 18       | 0      | 5           | 0          |
| L. Sobiech    | 24         | 2          | 3           | 0          | -                 | -                 | -                 | -                 | 24       | 2      | 3           | 0          |
| S. Fürstner   | 30         | 1          | 8           | 0          | 1                 | 0                 | 0                 | 0                 | 31       | 1      | 8           | 0          |
| J. Geis       | 8          | 1          | 2           | 0          | -                 | -                 | -                 | -                 | 8        | 1      | 2           | 0          |
| F. Klaus      | 24         | 2          | 3           | 0          | -                 | -                 | -                 | -                 | 24       | 2      | 3           | 0          |
| B. Nehrig     | 26         | 1          | 5           | 0          | 1                 | 0                 | 1                 | 0                 | 27       | 1      | 6           | 0          |
| J. Park       | 9          | 0          | 2           | 0          | -                 | -                 | -                 | -                 | 9        | 0      | 2           | 0          |
| M. Peković    | 18         | 0          | 7           | 1          | -                 | -                 | -                 | -                 | 18       | 0      | 7           | 1          |
| T. Petsos     | 14         | 1          | 3           | 0          | 1                 | 0                 | 0                 | 0                 | 15       | 1      | 3           | 0          |
| T. Pledl      | 7          | 0          | 1           | 0          | -                 | -                 | -                 | -                 | 7        | 0      | 1           | 0          |
| E. Prib       | 27         | 3          | 4           | 0          | 1                 | 0                 | 0                 | 1                 | 28       | 3      | 4           | 1          |
| S. Sararer    | 22         | 1          | 3           | 1          | 1                 | 0                 | 1                 | 0                 | 23       | 1      | 4           | 1          |
| Z. Stieber    | 16         | 3          | 1           | 0          | -                 | -                 | -                 | -                 | 16       | 3      | 1           | 0          |
| F. Trinks     | 2          | 1          | 0           | 0          | -                 | -                 | -                 | -                 | 2        | 1      | 0           | 0          |
| S. Tyrała     | 1          | 0          | 0           | 0          | 1                 | 0                 | 0                 | 0                 | 2        | 0      | 0           | 0          |
| J. Varga      | 6          | 0          | 1           | 1          | -                 | -                 | -                 | -                 | 6        | 0      | 1           | 1          |
| R. Zillner    | 6          | 0          | 1           | 0          | -                 | -                 | -                 | -                 | 6        | 0      | 1           | 0          |
| M. Zimmermann | 15         | 1          | 1           | 1          | -                 | -                 | -                 | -                 | 15       | 1      | 1           | 1          |
| G. Asamoah    | 17         | 0          | 2           | 0          | 1                 | 0                 | 0                 | 0                 | 18       | 0      | 2           | 0          |
| I. Azemi      | 21         | 1          | 4           | 0          | -                 | -                 | -                 | -                 | 21       | 1      | 4           | 0          |
| N. Đurđić     | 15         | 5          | 2           | 0          | -                 | -                 | -                 | -                 | 15       | 5      | 2           | 0          |
| B. Fall       | 2          | 0          | 1           | 0          | -                 | -                 | -                 | -                 | 2        | 0      | 1           | 0          |
| S. Lex        | -          | -          | -           | -          | -                 | -                 | -                 | -                 | -        | -      | -           | -          |
| C. Nöthe      | 13         | 0          | 1           | 0          | 1                 | 0                 | 0                 | 0                 | 14       | 0      | 1           | 0          |
| F. Ohandza    | -          | -          | -           | -          | -                 | -                 | -                 | -                 | -        | -      | -           | -          |
| K. Onuegbu    | -          | -          | -           | -          | 1                 | 0                 | 0                 | 0                 | 1        | 0      | 0           | 0          |
| Edu           | 10         | 1          | 1           | 0          | -                 | -                 | -                 | -                 | 10       | 1      | 1           | 0          |
| T. Mikkelsen  | 6          | 0          | 0           | 0          | 1                 | 0                 | 0                 | 0                 | 7        | 0      | 0           | 0          |
| T. Pektürk    | 3          | 0          | 0           | 0          | -                 | -                 | -                 | -                 | 3        | 0      | 0           | 0          |